# 加保茶宗園
加保茶 宗園（かぼちゃ そうえん、安永6年（1777年） - 弘化3年9月6日（1846年10月25日））は、江戸時代後期の浮世絵師、狂歌師。

## 来歴
酒井抱一の門人。姓は村田、名は市兵衛。加保茶宗園、南瓜宗園、宗園、夕顔亭と号す。「大文字屋」の印も使用している。狂歌名は加保茶元成（2世）。金山卜斎の次子で、2代目村田市兵衛の次女の婿養子となり、3代目村田市兵衛を継いだ。吉原大文字屋の楼主であったが、多芸多才の人物で、狂歌を3世浅草庵春村に学び、西山宗因風の俳諧を学んでいる。また、浮世絵は抱一に学び、江戸半太夫に師事して江戸節にも優れ、嵯峨様の書もよくし、野呂松人形にも秀でていた。宗園は文政（1818年 - 1830年）頃から没年まで作画したとされ、古様式の風俗を英一蝶風の筆致を以て描いている。なかには、仲の町の吉原灯籠を描いたものもあったといわれ、また、狂歌本の挿絵なども手掛けている。例として、天保5年（1834年）刊行の狂歌本『柳巷名物誌』の挿絵が挙げられる。なお、『柳巷名物誌』は春村撰、元成輯である。享年70。墓所は浅草永住町の称念寺中本行寺。法名は南瓜宗園禅徳。

## 作品
- 「遊女と遊客図」 絹本着色 双幅

## 参考図書
- 浮世絵肉筆名品展（名古屋松坂屋）　羽黒洞　1974年
- 原色浮世絵大百科事典　第2巻　日本浮世絵協会編、大修館書店、1982年